# Suchý poldr Jelení
Suchý poldr Jelení je suchá nádrž 2 km severovýchodně od Karlovic ležící na Kobylím potoku v okrese Bruntál v Moravskoslezském kraji. Stavba byla zahájena 20 let po ničivých povodních v roce 1997.

## Funkce
Suchý poldr má funkci zachytávat povodňovou vlnu stejně jako vodní nádrž. Rozdíl je v tom, že nádrž je za běžných podmínek prázdná a u výpustného objektu je pevně nainstalován tzv. neškodný průtok (v tomto případě 4,41 m3/s). Při větších deštích se začne zvedat vodní hladina a při dosažení neškodného průtoku se začne hráz plnit vodou, ale z hráze už vytéká stále stejné množství vody. Při neustávání deště dojde tedy k naplnění a voda přetéká bezpečnostními přelivy a naopak při ustání deště dojde k vyprázdnění nádrže a průtok se vrací do normálu.

## Hráz
Hráz je sypaná lichoběžníkového tvaru s výškou 16 m a délkou 273 m. Šířka hráze u dna je 15 m a v koruně 4 m.
Na spodku hráze je navržena průtočná výpust čtvercového tvaru o straně 60 cm bez uzávěr (zajišťuje neškodný průtok). Bezpečnostní přeliv při koruně hráze je navržen na stoletou vodu. Bezpečnostní přeliv je schopen převést až dvě stoleté vody, dále je napojen na odpadní štolu dlouhou 45,5 m o průřezu 3×4 m.
Nádrž je navržena pro ochranu stoleté vody, omezuje odnos splavenin a tlumí lokální přívalové srážky. Neškodný průtok potoka byl určen na: 4,41 m3/s a stoletá voda je 33,5 m3/s.

## Spor o napuštění
Dlouho se vedly spory zda přehradu trvale napustit z důvodu zadržení vody v krajině a k rekreaci tak jako např. Slezská Harta. Povodí Odry není proti, hráz je na takovou situaci připravena, stačily by jen drobné úpravy. Povodí také dodalo, že přehrada byla vyprojektována v dobách, kdy nebyly takové problémy se suchem a že hráz už musí být vybudována podle původního projektu. K přebudování může dojít kdykoliv.
Celá stavba vyšla na 150 mil. Kč z čehož 97 % bylo hrazeno z dotací ministerstva zemědělství.